# Capitão do mato

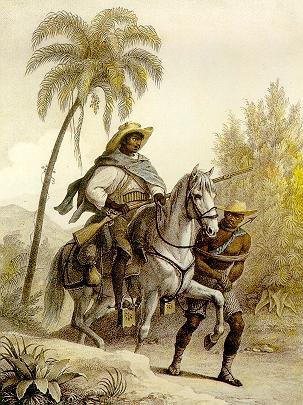
O caçador de recompensas procurando por escravos fugitivos
(Rugendas, 1823)

No Brasil, o capitão do mato foi o serviçal de uma fazenda ou feitoria encarregado da captura de escravos fugitivos. Na sociedade brasileira gozavam de pouquíssimo prestígio social e eram suspeitos de sequestrar escravos apanhados ao acaso, esperando vê-los declarados em fuga, para devolvê-los aos donos mediante o pagamento de recompensa.
No final da escravidão, em 1887-88, quando os escravos fugiam em massa das fazendas da Província de São Paulo, os chefes do Exército, ainda gozando do prestígio de combatentes da guerra do Paraguai, recusaram-se a assumir a desprezada tarefa de capturar escravos.

## Nas artes
O artista alemão Rugendas, viajando pelo Brasil (1822-1825), retratou um capitão do mato negro, montado a cavalo e puxando um cativo (também negro) com uma corda.
O literato Machado de Assis, também retratou a figura do capitão do mato em seu conto "Pai contra mãe", publicado em 1906 no livro Relíquias da Casa Velha. O protagonista, Cândido Neves, é um homem branco e pobre que por conta de suas condições sociais obriga-se à levar a vida neste "ofício do tempo". A questão de ser um trabalho nada bem visto pela sociedade, contudo necessário, é muito bem alegorizado por Machado em seu conto. 